# Кедруб Дже
Кедруб Гелек Пэлсанг известен также как Кедруб Дже возможны транскрипции Кхайдуб-Гэлэг-Балсан или Кхайдуб-джэ, Кедючжи (тиб. མཁས་གྲུབ་རྗེ་, 1385 — 1438) — один из главных учеников Цонкапы, создателя школы гелугпа, его первый биограф, третий Ганден Трипа, посмертно провозглашён Первым Панчен-ламой.

## Биография
В 1407 году 23-летний Кедруб Дже, уже отличившийся большими успехами в школе сакьяпа, встречается с Цонкапой. С этого момента он следует за ним неотлучно, став впоследствии самоотверженным поборником новой буддийской школы.
Согласно легенде, после того, как Цонкапа ушёл из жизни в 1419 году, его ученик Кедруб Дже пять раз встречался с ним в мистическом состоянии. Кедруба Дже больше всего помнят за его харизму как учителя, так и благодаря многим прекрасным комментариям, которые он написал к тантрическим текстам, собранных Цонкапой. Он сыграл важную роль в образовании Первого Далай-ламы, который был младшим из пяти главных учеников Цонкапы.

## Монастырская карьера
Кедруб Дже был единогласно выбран в качестве третьего настоятеля монастыря Ганден (после Цонкапы и Гьялцаб Дже) монахами этого монастыря, а также в 1431—1438 годах стал Ганден Трипа, руководителем школы Гелуг. В 1418 году он основал монастырь Байджу в районе Гьятсе в Тибете, а также большой монастырь Чолинг Риво (Choling Riwo) в долине Ярлунга, который сейчас находится в руинах.

## Признание

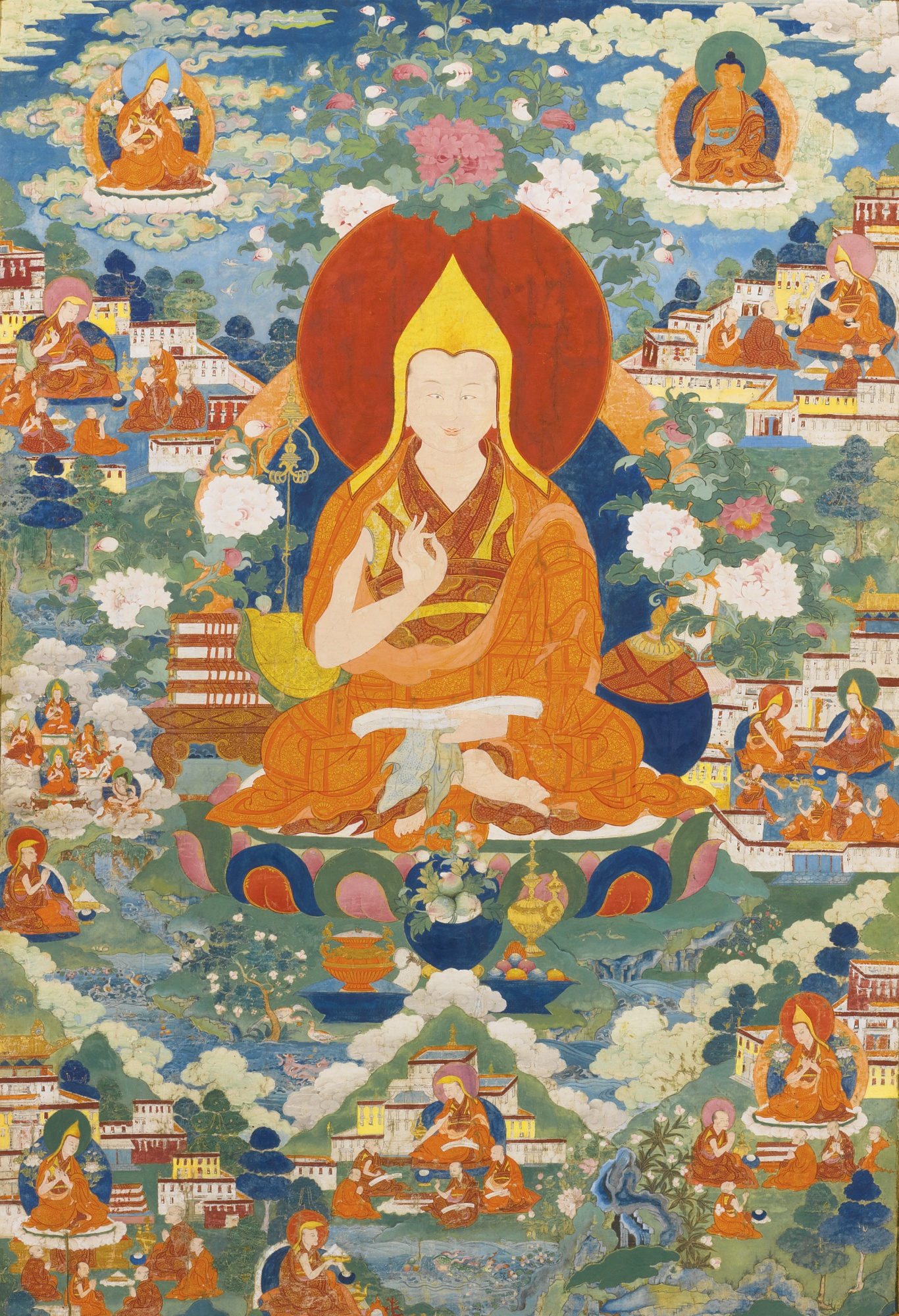

Кедруб Дже был объявлен посмертно решением пятого Далай-ламы предыдущим воплощением Лобсанга Чокьи Гьялцена (1570—1662). Как и все Панчен-ламы, он считается воплощением Будды Амитабхи. Начиная с Субхути, одного из первых учеников Гаутамы Шакьямуни, до Кедруб Дже было принято традиционно насчитывать четыре индийских и три тибетских воплощений.

## Сочинения
Собрание сочинений Кедруб Дже насчитывает девять томов, включающих в себя пятьдесят восемь трактатов. Он также написал много книг, молитв. 

### Калачакра
Кедруб Дже написал важный текст на Калачакры, которая до сих пор используется Далай-ламой XIV, Тензин Гьяцо, в качестве основы для своих публичных посвящений в практику Калачакра-тантры. 

### Произведения Кедруб Дже в сети
- Кедруб Дже. «Основы буддийских тантр», М.: Шечен 2000 – 240 стр. Перевод с тибетского и примечания Ф. Лессинга и А. Ваймана. Перевод с английского: Ф. Маликова. (недоступная ссылка)
- Кедруб Дже. «Трактат, полностью разъясняющий истинную суть глубокой пустотности, под названием «Открывающий глаза счастливцев» или «Большой тонтун». Перевод с тибетского: И. Кучина.